# Dexia hainanensis
Dexia hainanensis là một loài ruồi trong họ Tachinidae.